# Issa Aleksandrovich Pliyev
Issa Aleksandrovich Pliyev (còn được viết là Pliev; tiếng Nga: Исса Александрович Плиев; 25 tháng 11 [lịch cũ 12 tháng 11] năm 1903 - 2 tháng 2 năm 1979), hay Plity Alyksandyry fyrt Issӕ (tiếng Ossetia: Плиты Алыксандры фырт Иссæ), là một chỉ huy quân sự, tướng lĩnh kỵ binh hàng đầu của Quân đội Liên Xô, Đại tướng (1962), hai lần Anh hùng Liên Xô (16 tháng 4 năm 1944 và 8 tháng 9 năm 1945), Anh hùng Cộng hòa Nhân dân Mông Cổ (1971).
Trong Thế chiến thứ hai, Pliyev chỉ huy một số đơn vị kỵ binh cơ giới, từ cấp trung đoàn đến cấp quân đoàn. Các nhà sử học quân sự David Glantz và Jonathan House mô tả Pliyev là một "người ứng dụng tuyệt vời về các chiến thuật kỵ binh ở địa hình bất lợi". Pliyev được biết đến ở phương Tây phần lớn vì tham gia vào Cuộc khủng hoảng tên lửa Cuba.

## Thiếu thời
Issa Aleksandrovich Pliyev sinh ra tại làng Staryi Batako (nay là vùng Tả ngạn Bắc Ossetia) trong một gia đình nông dân người Ossetia. Năm 1908, cha ông đi làm việc ở Canada và bốn năm sau đó mất tại đó trong một thảm họa bom mìn. Issa Pliev bị buộc phải đi làm thuê ngay từ khi còn nhỏ, nhưng với sự giúp đỡ của những người thân, ông đã có thể được học hành: ông tốt nghiệp trường thực tập thứ 2 ở Vladikavkaz vào năm 1918.
Issa Pliyev bắt đầu binh nghiệp của mình trong Hồng quân vào năm 1922. Ông tốt nghiệp trường Kỵ binh Leningrad năm 1926, Học viện Quân sự Frunze năm 1933 và Học viện Bộ Tổng tham mưu Liên Xô. Ông gia nhập Đảng Cộng sản năm 1926.

## Thế chiến thứ hai
Khi quân Đức bắt đầu cuộc xâm lược Liên Xô, Pliyev chỉ huy Sư đoàn kỵ binh 50 (sau đổi tên thành Sư đoàn kỵ binh cận vệ 3). Đơn vị của ông đã tham gia trận Moskva và trận Stalingrad. Pliyev phục vụ cùng Lev Dovator, người đã chiến đấu cùng Rokossovsky trong Tập đoàn quân 16. Đơn vị này cùng với đơn vị của Pavel Belov là những đơn vị kỵ binh thành công nhất trong trận Moskva. Trong trận Stalingrad, đơn vị ông là đơn vị đầu tiên hoàn thành việc bao vây Tập đoàn quân số 6 của Đức, do đó đã bao vây 330.000 quân Đức. Ông chỉ huy nhóm kỵ binh cơ giới hóa gồm Quân đoàn kỵ binh cận vệ 4 và Quân đoàn cơ giới hóa 4 trong Chiến dịch tấn công Bereznegovatoye–Snigirevka dọc theo bờ Biển Đen, thuộc Phương diện quân Ukraina 3, dưới quyền của tướng Rodion Malinovsky.
Trong Chiến dịch Bagration vào mùa hè năm 1944, là một phần của Phương diện quân Belorussia 1, cụm kỵ binh cơ giới của Pliyev đã tấn công về phía Slutsk. Theo Glantz và House, đơn vị đã rất thành công trong việc khai thác chiến thuật đột phá. Vào mùa thu năm 1944, ông chỉ huy một cụm kỵ binh cơ giới gồm hai sư đoàn trong Chiến dịch Debrecen.
Sự hữu hiệu của Cụm kỵ binh cơ giới Cận vệ 1 của Trung tướng Plyev được chứng mình trong các chiến dịch từ Ukraina, qua Đông Âu và đến Đức. Với việc Dovator tử trận và Belov được thăng chức chỉ huy tập đoàn quân, Pliev trở thành tướng lĩnh kỵ binh xuất sắc nhất hơn bất kỳ vị tướng nào khác, điều này cuối cùng khiến ông trở thành quân nhân kỵ binh Liên Xô duy nhất nhận được hai Anh hùng Liên Xô. Kinh nghiệm quý báu của ông khi còn phục vụ trực tiếp dưới quyền Lev Dovator trong khi lập kế hoạch và chiến đấu với những người giỏi nhất, đặc biệt là trong giai đoạn đầu của cuộc chiến khiến ông nổi bật trong số những người còn lại. Khi có thêm nhiều xe tăng được bổ sung vào quân đoàn kỵ binh, Pliyev trở thành người chỉ huy tiên phong trong các cụm cơ giới hóa kỵ binh mới, ngay lập tức chứng tỏ bản thân trong trận chiến. Điều này khiến ông được các đồng nghiệp và binh lính kính trọng.
Ông kết thúc cuộc chiến với tư cách chỉ huy Cụm cơ giới-kỵ binh Liên Xô-Mông Cổ thuộc Phương diện quân Zabaikal ở Mãn Châu, chiến đấu chống lại Đạo quân Quan Đông Nhật Bản.

## Sau chiến tranh

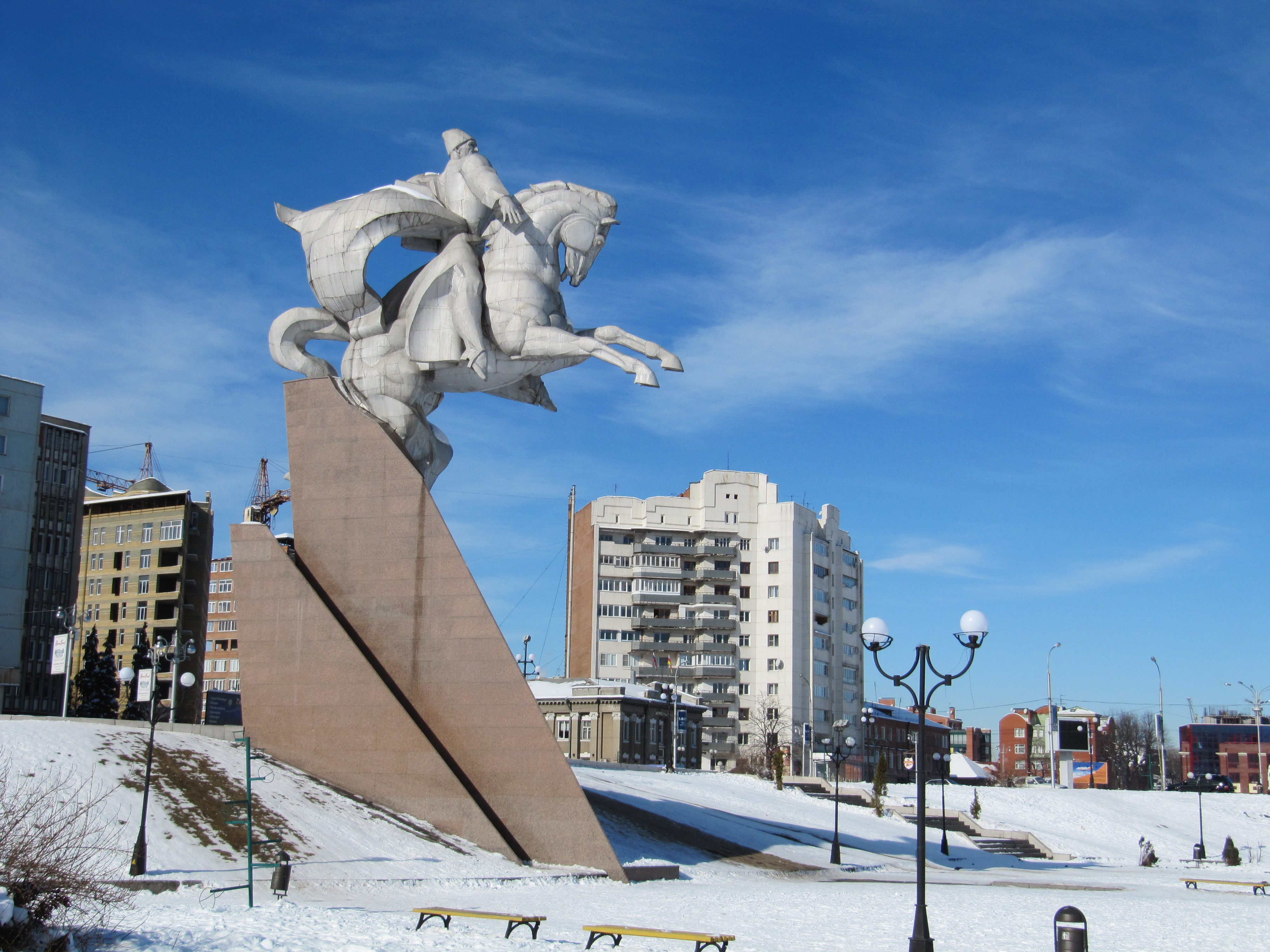
Tượng đài Pliev, Vladikavkaz, Bắc Ossetia.

Sau chiến tranh, Pliyev tiếp tục sự nghiệp trong quân đội, và chỉ huy Quân khu Stavropol vào tháng 2 năm 1946. Vào tháng 6, ông trở thành chỉ huy của Tập đoàn quân cơ giới số 9, đóng tại Romania cùng với Lực lượng Phương Nam. Ông chỉ huy Tập đoàn quân 13 từ tháng 2 năm 1947 đến năm 1949, ở miền tây Ukraina. Pliyev tốt nghiệp các khóa học cao cấp tại Học viện Quân sự của Bộ Tổng tham mưu năm 1949, và vào tháng 4 nắm quyền chỉ huy Tập đoàn quân số 4 tại Quân khu Zakavkaz. Tháng 6 năm 1955, ông được bổ nhiệm làm Phó tư lệnh thứ nhất của Quân khu Bắc Kavkaz, kế nhiệm chức vụ Tư lệnh vào tháng 4 năm 1958.
Ngày 27 tháng 4 năm 1962, Pliyev được thăng cấp Đại tướng. Vào tháng 6, quân đội của ông đã tham gia trấn áp các cuộc bạo động ở Novocherkassk. Trong Cuộc khủng hoảng tên lửa Cuba, ông là chỉ huy của Nhóm lực lượng Liên Xô trong Chiến dịch Anadyr ở Cuba từ tháng 7 năm 1962 đến tháng 5 năm 1963. Sau khi trở về từ Cuba, ông lại nắm quyền chỉ huy Quân khu Bắc Kavkaz.
Tháng 6 năm 1968, Pliyev trở thành cố vấn cho Tổng thanh tra Bộ Quốc phòng Liên Xô, một vị trí dành cho các sĩ quan cấp cao lớn tuổi. Ông sống ở Rostov-on-Don và mất ngày 6 tháng 2 năm 1979 tại Moskva. Pliyev được chôn cất tại Đại lộ Danh vọng ở Vladikavkaz.

## Giải thưởng
Pliyev đã được tặng thưởng 5 Huân chương Lenin, 3 Huân chương Cờ đỏ, 2 Huân chương Suvorov (Hạng 1), Huân chương Kutuzov (Hạng 1).... Ông hai lần được phong danh hiệu Anh hùng Liên Xô.

## Lược sử quân hàm
- Đại tá (1939);
- Thiếu tướng (11.09.1941);
- Trung tướng (29.10.1943);
- Thượng tướng (29.05.1945);
- Đại tướng (27.04.1962).

## Tác phẩm

Pliyev trên một con tem năm 2010 của Abkhazia

- Плиев И. А.. Через Гоби и Хинган (Qua sa mạc Gobi và dãy núi Khingan). 1965.
- Плиев И. А.. Конец Квантунской армии ('Sự kết thúc của Đạo quân Quan Đông). 1969

## Trích dẫn
- Harrel, John (2019). Hoạt động của Kỵ binh Liên Xô trong Chiến tranh thế giới thứ hai: Sự khởi đầu của Nhóm Cơ động Tác chiến. Pen & Sword Military.
- Glantz, David; House, Jonathan (2015). When Titans Clashed: How the Red Army Stopped Hitler. University Press of Kansas. ISBN 9780700621217.